# Monumento a la caza de ballenas
El monumento a la caza de ballenas (en noruego: Hvalfangstmonumentet), es una estatua conmemorativa de bronce rotatoria situada por el puerto en Sandefjord, Noruega. Está localizado al final de la calle principal de la ciudad, Jernbanealléen.
El monumento fue creado por el escultor noruego Knut Steen, quien ganó un concurso en el que participaron más de cien escultores. Recibió una comisión en 1953. El trabajo tardó siete años en completarse. Fue presentado por primera vez en 1960 y se ha convertido en una de sus obras más reconocidas.
Presenta un barco de pesca levantado por la aleta de una ballena. Representa cuatro figuras de balleneros con remos en un bote abierto, con arpones listos y rociando agua. Está hecho al estilo de una rosa de los vientos y gira lentamente. Las partes centrales están hechas de bronce y pesan 26 toneladas. Las columnas de agua en la fuente son reguladas a diferentes alturas. La piscina tiene 128 luces submarinas. Alrededor de la fuente hay relieves estilizados en granito de la caza de ballenas moderna.
Los costes asociados con el diseño y la construcción de la escultura fueron donados a la ciudad por el magnate ballenero Lars Christensen, quien ya había financiado los costes de la construcción y desarrollo del Museo de Sandefjord.

## Galería

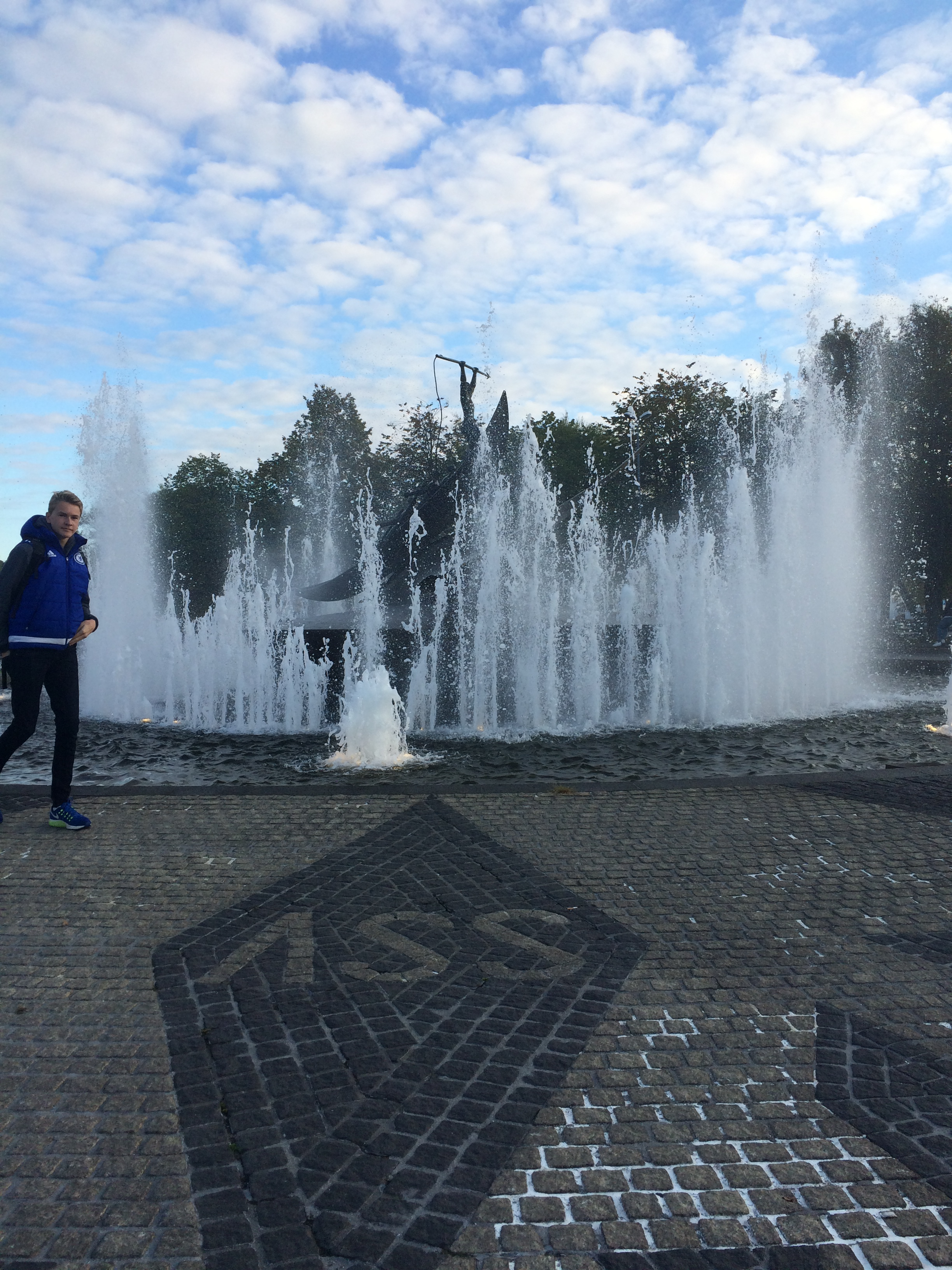
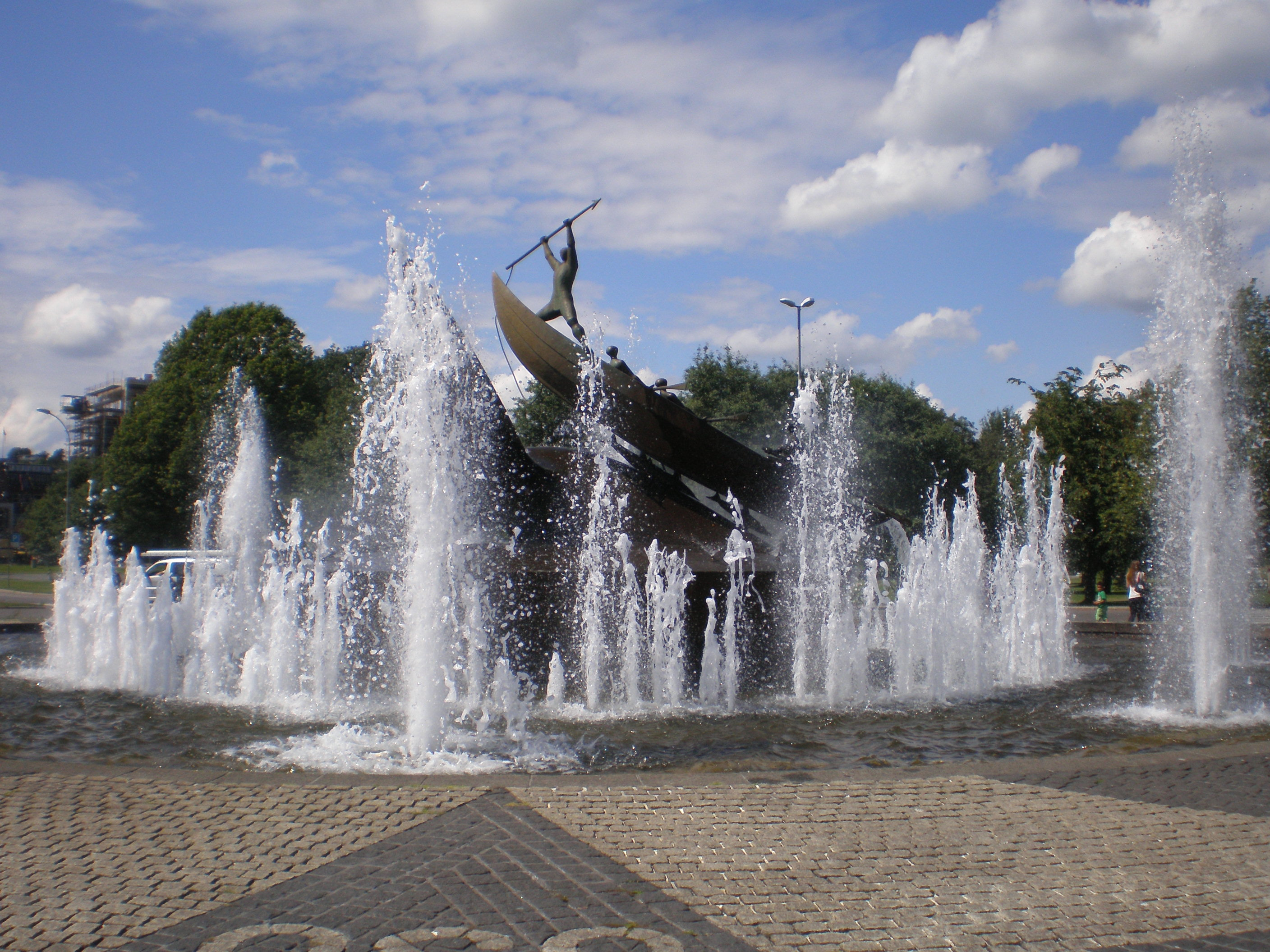
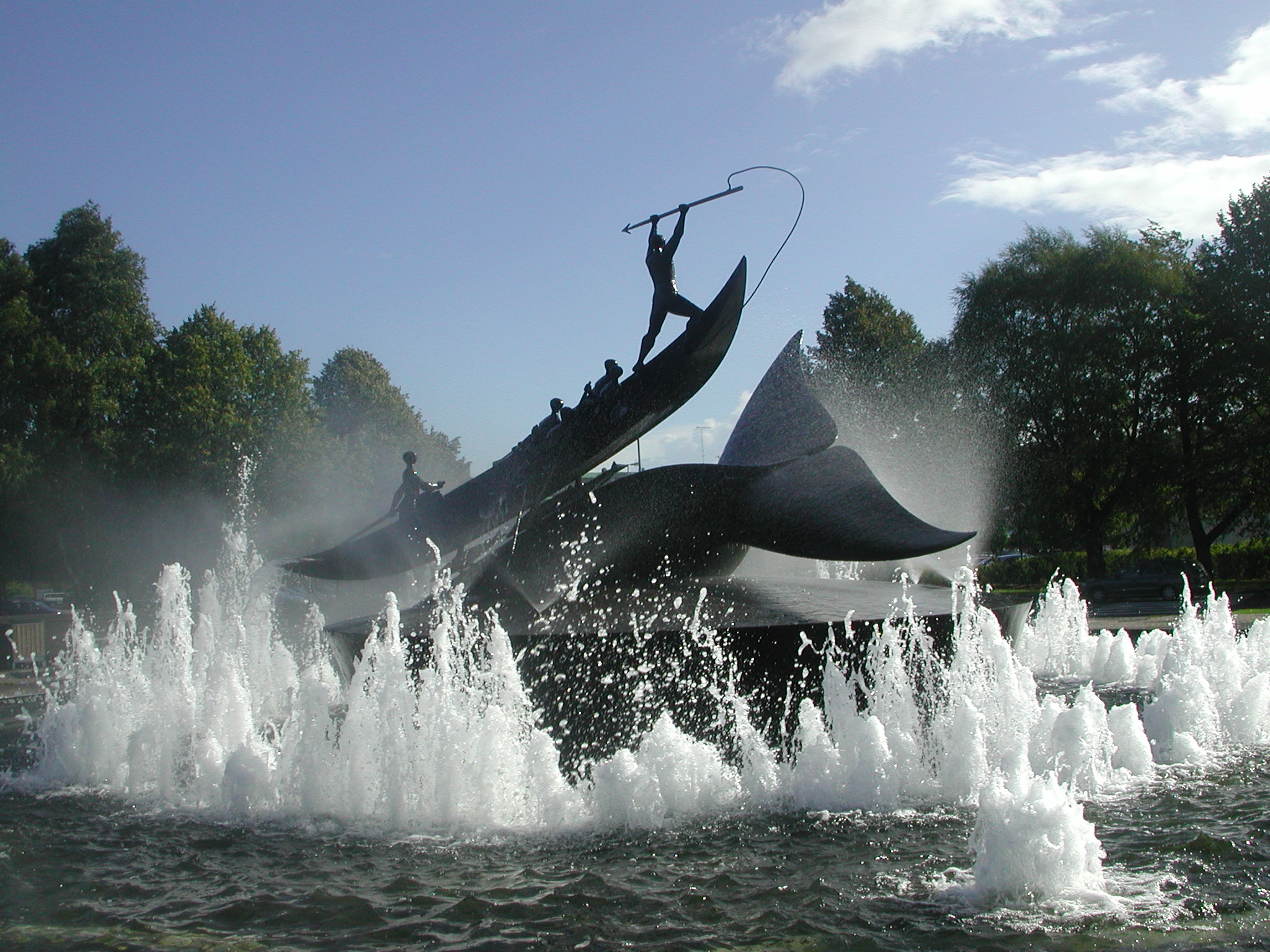
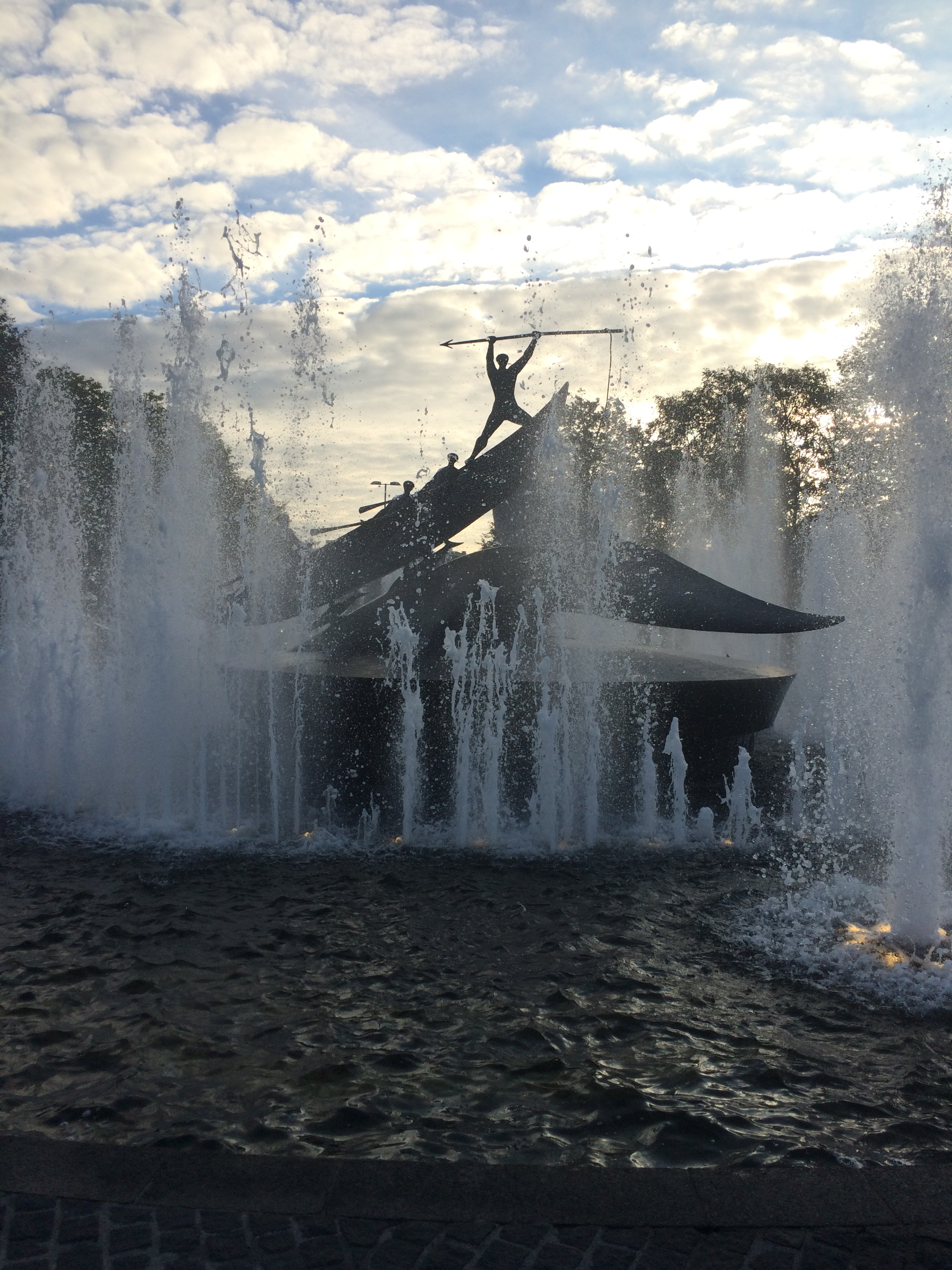